# 1121
Il 1121 (MCXXI in numeri romani) è un anno  del XII secolo.

## Eventi
- 24 gennaio - Adeliza di Lovanio sposa, a diciassette anni, il re d'Inghilterra Enrico I, due mesi dopo la morte accidentale di Guglielmo Adelin, erede al trono e unico figlio legittimo di Enrico.
- 2 marzo - Muore Fiorenzo II il Grosso, sovrano della Contea d'Olanda nei Paesi Bassi. Sua moglie Petronilla di Lorena diventa reggente del suo successore, il figlio di sei anni Teodorico IV.
- 22 aprile - L'antipapa Gregorio VIII, sostenuto dall'imperatore germanico Enrico V di Franconia, viene arrestato dalle truppe pontificie a Sutri, portato a Roma e imprigionato a Settizonio.
- 12 agosto - Nella battaglia di Didgori, il re georgiano Davide IV, a capo di 56.000 uomini, sconfigge una coalizione di 300.000 soldati turchi selgiuchidi, segnando la fine dell'occupazione araba della Georgia e del Caucaso.

## Nati
- Enrico di Francia, arcivescovo cattolico francese († 1175)
- Guglielmo I di Sicilia, sovrano († 1166)
- Kojijū, poeta giapponese († 1202)
- Miecislao III di Polonia, nobile polacco († 1202)

## Morti
- 18 gennaio - Guglielmo di Champeaux, filosofo, teologo e vescovo cattolico francese (n. 1070)
- 2 marzo - Fiorenzo II d'Olanda, conte
- 23 aprile - Jón Ögmundsson, vescovo cattolico islandese (n. 1052)
- 11 dicembre - Al-Afdal Shahanshah, generale turco (n. 1066)
- 21 dicembre - Ulrico di Eppenstein, patriarca cattolico tedesco (n. 1055)
- Abd al-Aziz ibn Mansur, principe berbero
- Ibn al-Qaṭṭā', poeta, filologo e lessicografo arabo (n. 1041)
- Gionata di Gaeta, duca normanno
- Guglielmo V di Montpellier, nobile francese
- Ugone da Alatri, cardinale italiano
- Ugo Visconti, cardinale italiano
- Ugolino di Sabbioneta, nobile e condottiero italiano

## Calendario
| Calendario 1121 | Calendario 1121 | Calendario 1121 | Calendario 1121 | Calendario 1121 | Calendario 1121 | Calendario 1121 | Calendario 1121 | Calendario 1121 | Calendario 1121 | Calendario 1121 | Calendario 1121 | Calendario 1121 | Calendario 1121 | Calendario 1121 | Calendario 1121 | Calendario 1121 | Calendario 1121 | Calendario 1121 | Calendario 1121 | Calendario 1121 | Calendario 1121 | Calendario 1121 | Calendario 1121 | Calendario 1121 | Calendario 1121 | Calendario 1121 | Calendario 1121 | Calendario 1121 | Calendario 1121 | Calendario 1121 | Calendario 1121 | Calendario 1121 |
| --------------- | --------------- | --------------- | --------------- | --------------- | --------------- | --------------- | --------------- | --------------- | --------------- | --------------- | --------------- | --------------- | --------------- | --------------- | --------------- | --------------- | --------------- | --------------- | --------------- | --------------- | --------------- | --------------- | --------------- | --------------- | --------------- | --------------- | --------------- | --------------- | --------------- | --------------- | --------------- | --------------- |
|                 | 1               | 2               | 3               | 4               | 5               | 6               | 7               | 8               | 9               | 10              | 11              | 12              | 13              | 14              | 15              | 16              | 17              | 18              | 19              | 20              | 21              | 22              | 23              | 24              | 25              | 26              | 27              | 28              | 29              | 30              | 31              |                 |
| Gennaio         | Sa              | Do              | Lu              | Ma              | Me              | Gi              | Ve              | Sa              | Do              | Lu              | Ma              | Me              | Gi              | Ve              | Sa              | Do              | Lu              | Ma              | Me              | Gi              | Ve              | Sa              | Do              | Lu              | Ma              | Me              | Gi              | Ve              | Sa              | Do              | Lu              |                 |
| Febbraio        | Ma              | Me              | Gi              | Ve              | Sa              | Do              | Lu              | Ma              | Me              | Gi              | Ve              | Sa              | Do              | Lu              | Ma              | Me              | Gi              | Ve              | Sa              | Do              | Lu              | Ma              | Me              | Gi              | Ve              | Sa              | Do              | Lu              |                 |                 |                 |                 |
| Marzo           | Ma              | Me              | Gi              | Ve              | Sa              | Do              | Lu              | Ma              | Me              | Gi              | Ve              | Sa              | Do              | Lu              | Ma              | Me              | Gi              | Ve              | Sa              | Do              | Lu              | Ma              | Me              | Gi              | Ve              | Sa              | Do              | Lu              | Ma              | Me              | Gi              |                 |
| Aprile          | Ve              | Sa              | Do              | Lu              | Ma              | Me              | Gi              | Ve              | Sa              | Do              | Lu              | Ma              | Me              | Gi              | Ve              | Sa              | Do              | Lu              | Ma              | Me              | Gi              | Ve              | Sa              | Do              | Lu              | Ma              | Me              | Gi              | Ve              | Sa              |                 |                 |
| Maggio          | Do              | Lu              | Ma              | Me              | Gi              | Ve              | Sa              | Do              | Lu              | Ma              | Me              | Gi              | Ve              | Sa              | Do              | Lu              | Ma              | Me              | Gi              | Ve              | Sa              | Do              | Lu              | Ma              | Me              | Gi              | Ve              | Sa              | Do              | Lu              | Ma              |                 |
| Giugno          | Me              | Gi              | Ve              | Sa              | Do              | Lu              | Ma              | Me              | Gi              | Ve              | Sa              | Do              | Lu              | Ma              | Me              | Gi              | Ve              | Sa              | Do              | Lu              | Ma              | Me              | Gi              | Ve              | Sa              | Do              | Lu              | Ma              | Me              | Gi              |                 |                 |
| Luglio          | Ve              | Sa              | Do              | Lu              | Ma              | Me              | Gi              | Ve              | Sa              | Do              | Lu              | Ma              | Me              | Gi              | Ve              | Sa              | Do              | Lu              | Ma              | Me              | Gi              | Ve              | Sa              | Do              | Lu              | Ma              | Me              | Gi              | Ve              | Sa              | Do              |                 |
| Agosto          | Lu              | Ma              | Me              | Gi              | Ve              | Sa              | Do              | Lu              | Ma              | Me              | Gi              | Ve              | Sa              | Do              | Lu              | Ma              | Me              | Gi              | Ve              | Sa              | Do              | Lu              | Ma              | Me              | Gi              | Ve              | Sa              | Do              | Lu              | Ma              | Me              |                 |
| Settembre       | Gi              | Ve              | Sa              | Do              | Lu              | Ma              | Me              | Gi              | Ve              | Sa              | Do              | Lu              | Ma              | Me              | Gi              | Ve              | Sa              | Do              | Lu              | Ma              | Me              | Gi              | Ve              | Sa              | Do              | Lu              | Ma              | Me              | Gi              | Ve              |                 |                 |
| Ottobre         | Sa              | Do              | Lu              | Ma              | Me              | Gi              | Ve              | Sa              | Do              | Lu              | Ma              | Me              | Gi              | Ve              | Sa              | Do              | Lu              | Ma              | Me              | Gi              | Ve              | Sa              | Do              | Lu              | Ma              | Me              | Gi              | Ve              | Sa              | Do              | Lu              |                 |
| Novembre        | Ma              | Me              | Gi              | Ve              | Sa              | Do              | Lu              | Ma              | Me              | Gi              | Ve              | Sa              | Do              | Lu              | Ma              | Me              | Gi              | Ve              | Sa              | Do              | Lu              | Ma              | Me              | Gi              | Ve              | Sa              | Do              | Lu              | Ma              | Me              |                 |                 |
| Dicembre        | Gi              | Ve              | Sa              | Do              | Lu              | Ma              | Me              | Gi              | Ve              | Sa              | Do              | Lu              | Ma              | Me              | Gi              | Ve              | Sa              | Do              | Lu              | Ma              | Me              | Gi              | Ve              | Sa              | Do              | Lu              | Ma              | Me              | Gi              | Ve              | Sa              |                 |